# 内燃機船

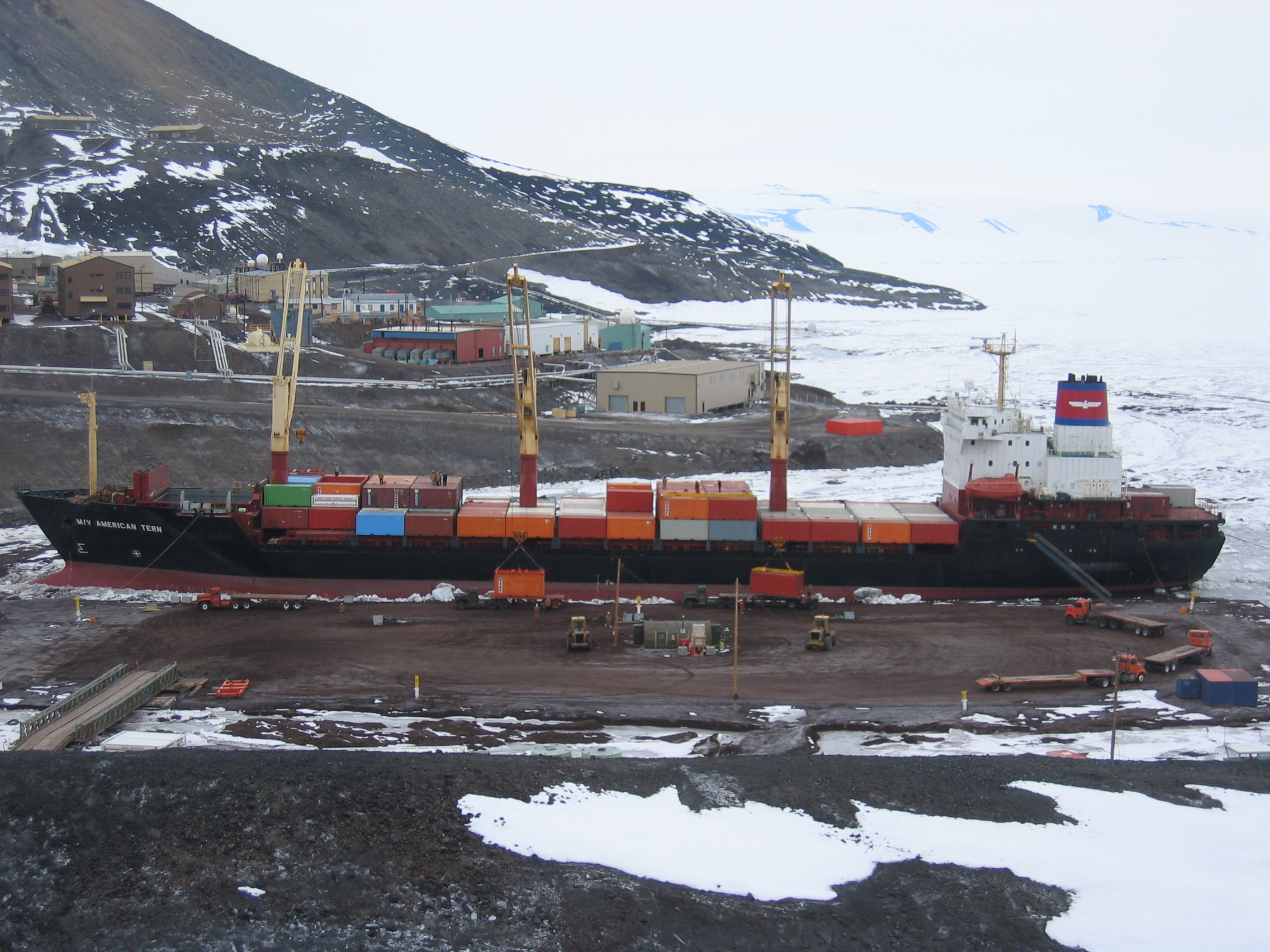
南極のマクマード基地で荷役作業中の補給船「アメリカン・ターン」（2007年撮影）

内燃機船（ないねんきせん）は内燃機関（たいていディーゼルエンジン）により推進する船。接頭辞はMSやM/S、MV、M/Vがよく用いられる。
内燃機船用の機関は1890年代に開発され、20世紀初頭までには内燃機船が運航されるようになった。